# One (canção de Ed Sheeran)
"One" é uma canção gravada pelo músico inglês Ed Sheeran, divulgada a partir de 16 de Maio de 2014 através das editoras discográficas Atlantic e Asylum como o primeiro single promocional do seu segundo álbum de estúdio, intitulado × (2014).

## Créditos e pessoal
Os créditos seguintes foram adaptados do encarte do álbum × (2014):
- Gravada nos Estúdios Sticky em Windlesham, Surrey, Inglaterra
- Ed Sheeran — vocais principais, vocais de apoio, composição, guitarra
- Jake Gosling — produção e arranjos, engenharia acústica, programação, bateria, cordas, trompeta
- Adam Coltman — assistência de engenharia
- Mark "Spike" Stent — mistura
- Geoff Swan — engenharia acústica
- Stuart Hawkes — masterização

## Desempenho nas tabelas musicais
| País — Tabela musical (2014)                          | Posição de pico |
| ----------------------------------------------------- | --------------- |
| Austrália — Top 100 Singles (ARIA Charts)             | 72              |
| Áustria — Ö3 Austria Top 40                           | 45              |
| Canadá — Hot 100 (Billboard)                          | 32              |
| França — Top Singles (SNEP)                           | 121             |
| Alemanha — Top 100 Singles (GfK Entertainment Charts) | 79              |
| Irlanda — Singles Top 50 (IRMA)                       | 54              |
| Países Baixos — Single Top 100 (MegaCharts)           | 97              |
| Escócia — Singles Sales Top 100 (OCC)                 | 17              |
| Reino Unido — Official Singles Chart Top 100 (OCC)    | 18              |
| Estados Unidos — Billboard Hot 100                    | 87              |

Certificações e vendas
| Região — Associação (Vendas)    | Certificação |
| ------------------------------- | ------------ |
| Canadá — Music Canada (80 000)  | Platina      |
| Dinamarca — FIIF (45 000)       | Ouro         |
| Itália — FIMI (25 000)          | Ouro         |
| Reino Unido — BPI (400 000)     | Ouro         |
| Estados Unidos — RIAA (500 000) | Ouro         |